# Stade Ildo-Meneghetti
 (août 2024).
Le stade Ildo-Meneghetti était un stade utilisé pour accueillir des rencontres de football, basé à Porto Alegre, au Brésil.

## Histoire
Inauguré en 1931, l'enceinte a pour club résident le SC Internacional, qui y dispute ses rencontres à domicile lors du championnat du Brésil de football. Il a une capacité maximale de 10 000 places. Néanmoins, près de 22 000 personnes assistèrent au match d'inauguration du stade entre le Sport Club et Gremio Porto Alegre le 15 mars 1931.
Ce stade a été retenu parmi les sites choisis pour accueillir les rencontres de la Coupe du monde de football 1950, organisée cette année-là au Brésil. Deux matchs seront disputés à l'Estadio dos Eucaliptos (le stade des Eucalyptus), le surnom du stade dû à sa localisation sur un ancien site de plantations d'eucalyptus. 
Le stade Ildo Meneghetti est utilisé jusqu'en 1969 et l'inauguration du nouveau stade du SC Internacional, le stade José Pinheiro Borba, connu sous le nom de Beira-Rio.
Ensuite, le stade a été équipé de plusieurs terrains de pelouse synthétique, disponibles pour des rencontres de football de loisir.
Il a été démoli en 2012.

## La coupe du monde de football 1950
Deux matchs de l'équipe de Suisse lors du premier tour de la Coupe du monde sont disputés dans le stade Ildo Meneghetti :
| 28 juin 1950                      | Mexique          | 1 - 4 | Yougoslavie                                        | Stade Ildo Meneghetti, Porto Alegre       |                                           |
| 18:15 · Historique des rencontres | Ortíz 87e (pen.) |       | Bobek 19e · Že. Čajkovski 23e, 51e · Tomašević 81e | Spectateurs : 11 000 Arbitrage : R. Leafe | Spectateurs : 11 000 Arbitrage : R. Leafe |
| 18:15 · Historique des rencontres | Rapport          |       |                                                    | Spectateurs : 11 000 Arbitrage : R. Leafe | Spectateurs : 11 000 Arbitrage : R. Leafe |

| 2 juillet 1950                    | Mexique     | 1 - 2 | Suisse                 | Stade Ildo Meneghetti, Porto Alegre       |                                           |
| 15:40 · Historique des rencontres | Casarín 75e |       | Bader 10e · Tamini 37e | Spectateurs : 3 500 Arbitrage : I. Eklind | Spectateurs : 3 500 Arbitrage : I. Eklind |
| 15:40 · Historique des rencontres | Rapport     |       |                        | Spectateurs : 3 500 Arbitrage : I. Eklind | Spectateurs : 3 500 Arbitrage : I. Eklind |